# The Do-Over
The Do-Over è un film del 2016 diretto da Steven Brill.
Film commedia statunitense su soggetto e sceneggiatura di Kevin Barnett e Chris Pappas, con protagonisti Adam Sandler e David Spade. Questo film è il secondo dei quattro previsti nel contratto tra Sandler e Netflix. Il film è stato distribuito in tutto il mondo su Netflix, il 27 maggio 2016.

## Trama
Max incontra un suo vecchio amico ad un riunione di classe del loro liceo, Charlie McMillan, un signore di mezz'età sposato con due figliastri e direttore di banca con una vita monotona e noiosa. Riallacciati i rapporti, durante un giro in barca Max inscena la loro morte e, d'accordo con Charlie, assumono le identità di due persone morte e i cui cadaveri non sono mai stati reclamati (persino indossando i loro piercing e gioielli e copiando i loro tatuaggi), andando a vivere a Porto Rico per poter vivere una vita senza preoccupazioni. Purtroppo per loro, le due persone di cui hanno assunto l'identità, erano dei super-ricercati dell'FBI e quando un pericoloso sicario tedesco e un silenzioso agente cominciano a perseguitarli, decidono di scoprire di più sulle persone che fingono di essere, rimanendo invischiati in segreti industriali, scoperte farmaceutiche rivoluzionarie e una vedova doppiogiochista.